# Viola pseudogracilis
Viola pseudogracilis är en violväxtart. Viola pseudogracilis ingår i släktet violer, och familjen violväxter.

## Underarter
Arten delas in i följande underarter:
- V. p. cassinensis
- V. p. pseudogracilis